# سيرجيو رودريغيز فييرا
سيرجيو رودريغيز فييرا (بالإسبانية: Sergio Rodríguez Viera)‏ (4 أبريل 1928 في الأوروغواي - 6 أبريل 1986 في إسبانيا) هو مدرب كرة قدم ولاعب كرة قدم أوروغواني في مركز الهجوم. لعب مع رامبلا جونيورز وريال مدريد ونادي أليكانتي ونادي إيركوليس ونادي فرنسا وسي دي مالقا وأوريهويلا ديبورتيفا ‏.

## وصلات خارجية
- سيرجيو رودريغيز فييرا على موقع قاعدة بيانات كرة القدم.إي يو (الإنجليزية)